# آنژین صدری
آنژین صدری یا آنژین قلبی (به فرانسه: Angine de poitrine و از ریشه لاتین Angina pectoris) که به آن «درد قفسه‌سینه» (به انگلیسی chest pain) هم گفته می‌شود به وضعیتی گویند که بیمار دچار درد قفسه سینه شده باشد که منشأ درد مشکل در شریان‌های کرونر باشد.
دلیل ظهور آنژین صدری فقدان اکسیژن کافی در ماهیچه‌های قلبی‌است. این درد بیشتر در ناحیه میان‌سینه چپ و با قابلیت انتشار (بیشتر در نوع ناپایدار) به بازوی چپ (گاه هردو بازو)، فک و بخش میانه دو شانه نیز دارد.

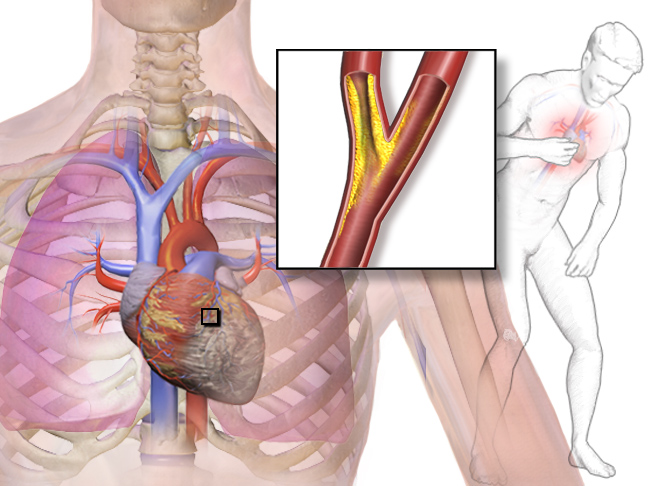
تصویر آنژین صدری

### ریشه واژه
واژه آنژین ناشی از کلمه یونانی ἀγχόνη به معنای احتقان است  که به معنای گلودرد هم می‌تواند باشد و ربطی به آنژیو به معنای رگ ندارد.

## علت‌شناسی

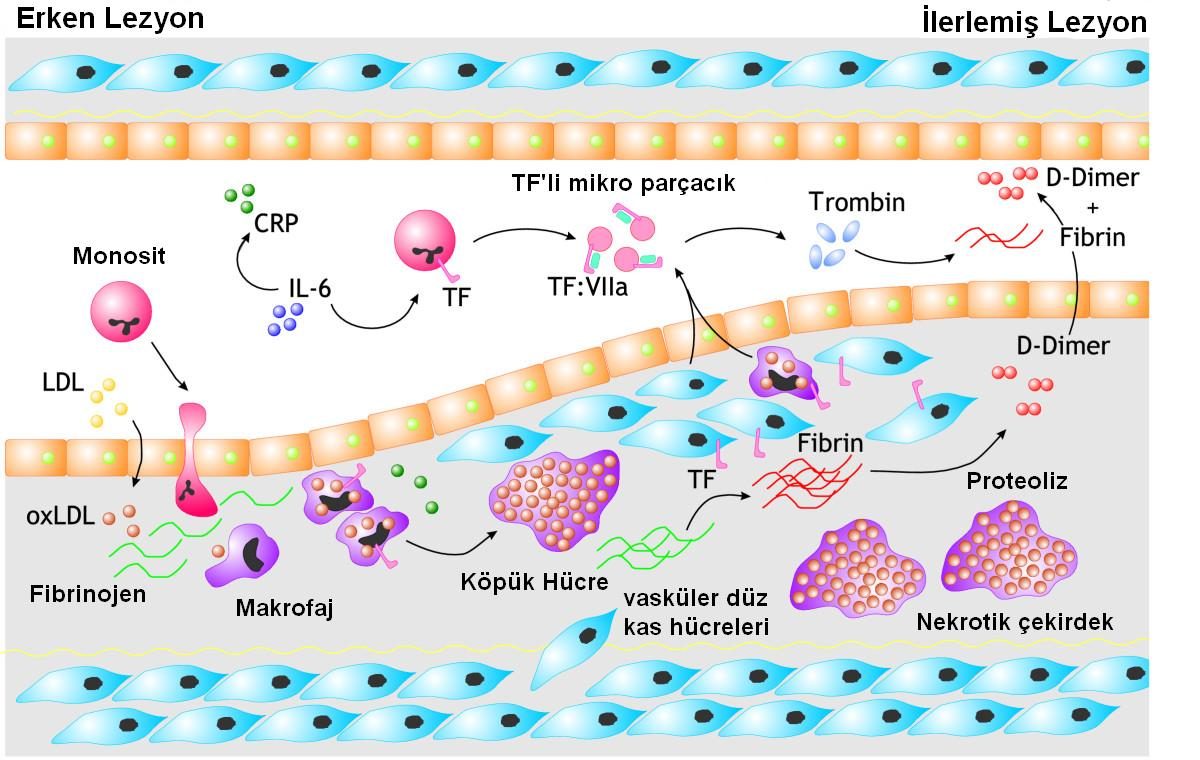
آترواسکلروز نقش مستقیم در آنژین صدری دارد.

آنژین (درد قفسه سینه) ناشی از انسداد نسبی شریان‌های کرونر قلب به مفهوم این است که قلب، خون کافی به‌خصوص در هنگام ورزش، فعالیت نیمه‌سنگین و سنگین یا مواجهه با استرس دریافت نمی‌کند. اگر درد قفسهٔ سینه در هنگام استراحت وجود داشته و یا درد پس از تظاهر، ظرف چند دقیقه بهبود نیابد احتمال حمله قلبی وجود داشته و باید بیمار به نزدیکترین مرکز درمانی منتقل شود.
بعضی عوامل خطرساز پیدایش آنژین سن بالا، جنسیت با درصد بالای بروز در مردان، یائسگی، سابقه‌خانوادگی آنژین، دیابت، مصرف دخانیات، کلسترول بالا (هایپرکلسترولمی)، افزایش لحظه‌ای یا زیادی فشار خون مزمن، چاقی، کمی تحرک و فعالیت بدنی و استرس می‌باشند.

## انواع
معمولاً آنژین موقتی است و گاهی هم دردی مزمن و ماندگار است. از نظر پزشکی آنژین به دو نوع تقسیم می‌شود:

### آنژین پایدار
آنژین پایدار(stable angina) نوعی ایسکمی در میوکارد است که به دلیل افزایش درخواست (demand) متابولیک ماهیچه قلب (میوکارد) رخ می‌دهد. دلیل بروز درد یا شرایط افزایش کار قلب شامل فعالیت بدنی، استرس با منشأ روانی و واکنش به هوای سرد بوده یا به دلیل آسیب‌های غیر قلبی که نیاز به اکسیژن را افزایش داده یا پرفیوژن قلبی را کاهش می‌دهند. از این موارد می‌توان به کم‌خونی حاد، هیپرتیروئیدیسم، فشارخون بالا و تب شدید اشاره نمود. درد بیمار با هرکدام از دلایل بالا ظاهر گردیده و با استراحت محو می‌شود. مهم‌ترین علت ابتلا به آنژین پایدار وجود پلاک اتروم (آترواسکلروز) ثابت در شریان کرونر بوده که ۷۰ تا ۷۵ درصد مجرای شریان بسته شده باشد. مدت‌زمان بروز درد از یک تا ۲۰ دقیقه ممکن است متغیر باشد و پاسخ فارماکولوژیک بیمار به نیتروگلیسرین زیرزبانی (TNG) مناسب است.

### آنژین ناپایدار
آنژین ناپایدار(Unstable angina) می‌تواند بدون مقدمه ایجاد شود یا آنژین پایداری که حتی در حالت استراحت توسط شخص حس شود، آنژین حالت ناپایدار به خود گرفته‌است. تمام شرایط و حالات آنژین پایدار شامل محدوده ایجاد درد و کیفیت آن در این نوع آنژین نیز وجود دارد اما شدت و تناوب و مدت‌زمان آن شدیدتر است. آنژین ناپایدار بسیار خطرناک بوده و در ۱۰ درصد بیماران به یک سکته قلبی تبدیل می‌شود. علت آن کمبود اکسیژن مورد نیاز بافت ماهیچه قلب است. این کمبود اکسیژن به دلیل افزایش نیاز میوکارد نبوده و به علت ناتوانی قلب در پمپ کردن خون کافی درون شریان کرونر ایجاد می‌شود. درد در این نوع آنژین نیز به علت وجود انسداد و تنگی پلاکتی درون کرونر است ولی شکسته شدن پلاک‌های درون کرونر و ایجاد میکروآمبولی می‌تواند منجر به انسدادهای دیگری شود. درمان و دخالت‌های پزشکی و پیگیری آنژین ناپایدار همان است که در آنژین پایدار وجود دارد.
دیگر انواع آنژین‌های صدری، شامل موارد زیر هستند:

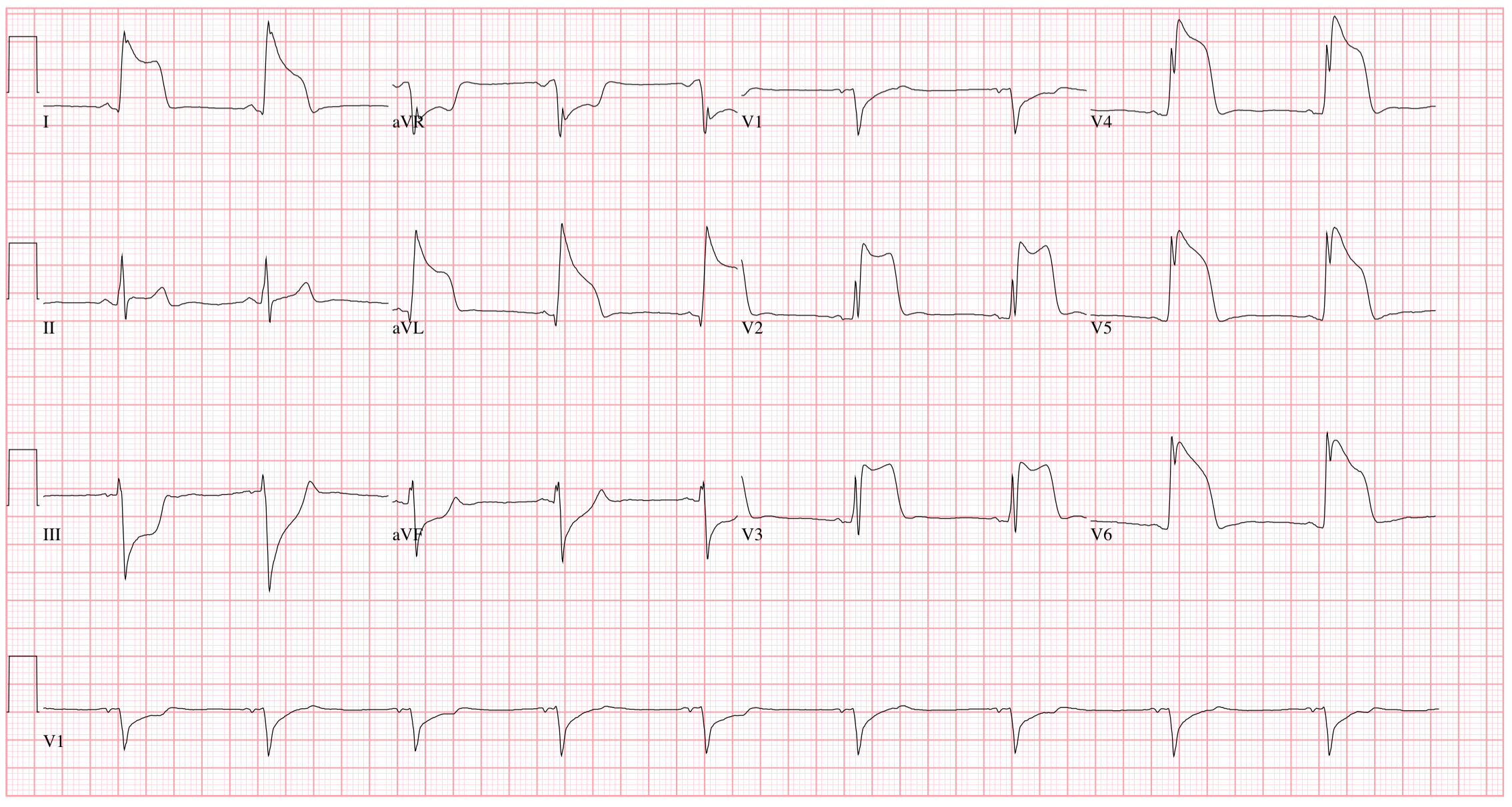
آنژین واریانت یا پرینزمتال

### آنژین واریانت یا پرینزمتال
آنژین واریانت یا پرینزمتال (Variant angina یا Prinzmetal angina) که در اثر اسپاسم عروق کرونر سالم به علت افزایش ناگهانی آدرنالین معمولاً در هنگام بیدارشدن رخ می‌دهد و داروهای نیترات و کلسیم بلوکر در درمان مؤثرند.

### آنژین شبانه (Nocturnal)
آنژین شبانه (nocturnal) که در اثر نارسایی قلب یا هایپرتروفی بطن چپ به‌طور ناگهانی در هنگام بیدارشدن از خواب ایجاد می‌شود و دیگوکسین در درمان مؤثر است.

### آنژین دکوبیتوس
آنژین دکوبیتوس که در پوزیشن‌های خاص مثل خم شدن یا دراز کشیدن در اثر افزایش فعالیت سمپاتیک طی دیدن رؤیا یا افزایش بازگشت وریدی و نارسایی قلب رخ می‌دهد.

## علایم و نشانه‌ها
آنژین (در هردو نوع) در بیمار پیش از احساس مشخصه درد خود را با احساس ناراحتی، هراس، سوزش، احساس فشار و سنگینی بر روی قفسه سینه بروز می‌دهد. از آنجا که سنسورهای درد مشخص مربوط به قلب بر روی اعصاب وجود نداشته و به‌طور اشتراکی از سری اعصاب درد پوستی و اندام فوقانی بهره می‌برد، درد ناشی از آنژین به صورت قابل انتشار به بازو، انگشت کوچک دست چپ، فک و گردن است. درد فشارنده در ناحیه قفسه سینه و ازبین رفتن آن ظرف چند دقیقه پس از استراحت یا مصرف دارو تجویز شده توسط پزشک از شاخصه‌های نوع پایدار آن است. در برخی بیماران حالت تهوع، احساس کاذب آروغ زدن و تعریق نیز همراه با درد بروز می‌کند. نوعی آنژین با نام آنژین پرینزمتال وجود دارد که بیشتر در زنان جوان دیده می‌شود و در آن رگ‌های کرونر عادی و بدون انسداد بوده و دلیل آن اسپاسم در شریان کرونر است.

## درمان
هدف از درمان آنژین بازگرداندن توانایی انجام زندگی روزمره و توان فعالیت به میزان متوسط و درمان بیماری قلبی زمینه‌ای و پیشگیری از وخیم شدن آن است. زمانیکه درد قلبی شدید بوده و با تعریق یا تهوع همراه است بهتر است از فعالیت اجتناب نموده و با مرکز فوریتهای پزشکی یا همان اورژانس ۱۱۵ تماس بگیرید و کمک بخواهید.

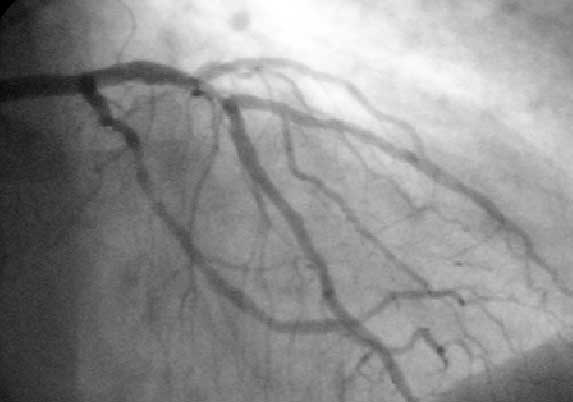

### درمان دارویی
- استفاده از داروهای نیترات دار همانند نیتروگلیسیرین: نیترات‌ها باعث انبساط موقت شریانها، و در نتیجه احیای جریان خون در رگ‌های با جریان پایین می‌گردد. این دارو به فرم‌های متنوعی (زیرزبانی و تزریقی و...)در بازار موجود است. از عوارض جانبی این قسم از داروها می‌توان به سرگیجه و سردرد اشاره کرد.
- استفاده از داروهای بلوک کننده بتا: (نظیر پروپرانولول یا آتنولول)این داروها با توقف اثر اپینفرین بر روی گیرنده‌های بتای قلب و در نتیجه باعث کاهش سرعت فعالیت قلبی و فشار خون می‌گردند. بیماران آسمی از این دارو پرهیز داده می‌شوند.
- استفاده از داروهای بلوک کننده کانال کلسیم: آنتاگونیست کلسیم (نظیر نیفدیپین، وراپامیل، دیلتیازم) این داروها همانند نیترات‌ها عمل می‌کنند و باعث انبساط شریان‌ها می‌گردند، اما طرز کارشان متفاوت است.
- استفاده از داروهای آسپیرین: آسپیرین با اختلال در انعقاد خون باعث کاهش احتمال تشکیل لخته‌های خطر زا در قلب می‌شود.
- استفاده از داروهای ضد-پلاکت: از این قسم داروها برای بیمارانی استفاده می‌گردد که به آسپیرین حساسیت دارند. نمونهٔ اینگونه دارو Clopidogrel تیکلوپدین است.
- استفاده از داروهای رقیق‌کننده خون: داروهای ضد انعقاد خون مانند وارفارین را می‌توان نام برد.

### درمان تهاجمی(Invasive)
در صورت مؤثر نشدن داروها ممکن است جراحی لازم شود روش‌های مختلف جراحی جهت رفع انسداد عروق خونی یا گشاد کردن عروق وجود دارد که موجب جریان خون بهتر قلب می‌شود.
- آنژیوپلاستی
- بای‌پس یا عمل جراحی گذرگاه شریان کرنری

## تغذیه
پرهیز از چربی‌های اشباع شده مانند گوشت قرمز و لبنیات پرچربی، کافئین و الکل و استفاده از سبزی‌های تازه، غلات کامل و اسیدهای چرب ضروری در آنژین باید رعایت گردد.
مکمل‌های غذایی به ویژه اُمگا۳ نیز با تقویت عضله قلب، کاهش کلسترول و تقویت بافت همبند و تسهیل کار سلول‌های خونی موجب کاهش علایم آنژین می‌شوند.

## پیگیری
مشخصات و خط سیر پیدایش آنژین باید کنترل شود، تعداد دفعات بروز آن مدت زمان بروز درد مهم است. اگر الگوی درد تغییر کند باید با پزشک مشورت نمود.